# Émile Viollat
Émile Viollat, né le 19 juin 1937 à Combloux, et mort le 7 août 2012 à Passy, est un skieur alpin français, membre du Club des Sports de Megève.

## Palmarès

### Jeux olympiques d'hiver
| Épreuve / Édition | Descente    | Slalom géant | Slalom |
| JO 1964 Innsbruck | Non partant | —            | —      |

### Championnats du monde
| Épreuve / Édition      | Descente    | Slalom géant | Slalom | Combiné |
| Mondiaux 1962 Chamonix | Argent      | —            | —      | —       |
| JO 1964 Innsbruck      | Non partant | —            | —      | —       |

### Arlberg-Kandahar
- Meilleur résultat : 6e place dans la descente 1963 à Chamonix